# Michael Lorenzen
Michael Clifton Lorenzen (né le 4 janvier 1992 à Anaheim, Californie, États-Unis) est un lanceur droitier des Phillies de Philadelphie de la Ligue majeure de baseball.

## Carrière
Joueur à l'école secondaire de Fullerton (Californie), Michael Lorenzen est repêché par les Rays de Tampa Bay au 7e tour de sélection en 2010, mais il rejoint les Titans de l'université d'État de Californie à Fullerton et signe plus tard son premier contrat professionnel avec les Reds de Cincinnati, qui en font un de leurs choix de première ronde en 2013. Lorenzen est le 38e joueur sélectionné au total lors du repêchage amateur de 2013.
Il gradue au niveau Triple-A des ligues mineures au début de la saison 2015 après avoir tenté, sans succès, de décrocher un poste de lanceur de relève avec Cincinnati lors de l'entraînement de printemps. Il est rapidement rappelé des mineures par les Reds lorsque le lanceur partant Homer Bailey se retrouve sur la liste des joueurs blessés avant la fin du premier mois de la campagne. Lorenzen fait ses débuts dans le baseball majeur le 29 avril 2015 comme lanceur partant mais encaisse une défaite après avoir en 5 manches accordé aux Brewers de Milwaukee 3 points sur 3 coups de circuit.